# 張宇
張 宇（ちょう う, 中国語: 張 宇、1995年9月25日 - ）は、中華人民共和国の女子バレーボール選手。

## 来歴
2013年北京女子排球に入団。2015年ナショナルチームに選出された。
2024年、韓国Vリーグのアジアクォータートライアウトに参加。ドラフト全体1位でペッパー貯蓄銀行AIペッパーズの指名を受けた。

## 所属チーム
- 北京汽車女子排球（中国語版）（2013-2024年）
- ペッパー貯蓄銀行AIペッパーズ（2024-）